# Hassan Taghizadeh
Hassan Taghizadeh (en persan : حسن تقی زاده) est homme politique iranien né le 27 septembre 1878 à Tabriz et mort le 28 janvier 1970 à Téhéran.

## Biographie

### Jeunesse et formation
Fils d'un religieux musulman, Hassan Taghizadeh suit l'exemple de son père et s'engage dans une carrière religieuse. Il relève qu'à l'âge de 5 ans, il avait lu l'entier du Coran. Une fois sa scolarité élémentaire terminée (il y acquiert les bases du persan et de l'arabe), il se rend à Nadjaf  afin d'y poursuivre ses études religieuses. Il reste dans cette ville durant 17 ans, après quoi il retourne à Tabriz, ville qu'il ne quittera plus.  Dans sa jeunesse, il visite aussi Istanbul, Le Caire, Alexandrie, Damas et Beyrouth.
Taghizadeh délaisse cependant assez rapidement la formation religieuse, estimant qu'il a suffisamment étudié les matières formelles dans les écoles religieuses traditionnelles si bien qu'il n'est plus nécessaire de se soumettre aux autorités religieuses. 
Il se tourne alors vers les sciences rationnelles de la tradition musulmane, lisant des traités médiévaux d'astronomie et de mathématiques. Entre 1883 et 1901, il étudie la médecine, aussi bien traditionnelle que moderne: physique, anatomie, physiologie et pathologie sont au programme. Il apprend également le français, l'anglais, et se tourne de plus en plus vers les sciences européennes, qui sont enseignées à Tabriz à la Moẓaffari Dār-al-Fonun (maison des techniques Mozaffari). Il porte un intérêt de plus en plus marqué pour la pensée et la culture européenne, et lit régulièrement, en arabe, les journaux et les livres en provenance d’Égypte et de l'Empire ottoman, ainsi que de l'Université américaine de Beyrouth.
En 1898,  Hassan Taghizadeh commence à enseigner la physique à la Dar-al-Fonun, ainsi que dans un autre établissement. Il fréquente un groupe de jeunes qui partagent son intérêt pour la culture occidentale et la lecture de publications modernistes. Il s'essaie aussi à l'imprimerie afin de gagner un peu d'argent, mais la tentative se soldera par un échec.
En 1901, il fonde avec quelques amis l'école Tarbiyat (« Éducation ») et sa librairie, avec pour but de promouvoir les sciences et les langues étrangères  (le français, l'anglais et le russe). Face à l'opposition du clergé et de forces réactionnaires qui s'élèvent avec véhémence contre cet enseignement et contre l'introduction de l'imprimerie (en quoi ils voient une hérésie), face aussi à la mobilisation populaire, l'idée est abandonnée et l'école sera très vite fermée. Taghizadeh traverse alors une période de solitude qu'il met à profit pour traduire du français Les merveilles célestes. Lectures du soir à l'usage de la jeunesse, de Camille Flammarion, ce qui n'est guère étonnant quand on sait qu'il se passionnait pour l'astronomie.

### La révolution constitutionnelle (1905 - 1909)

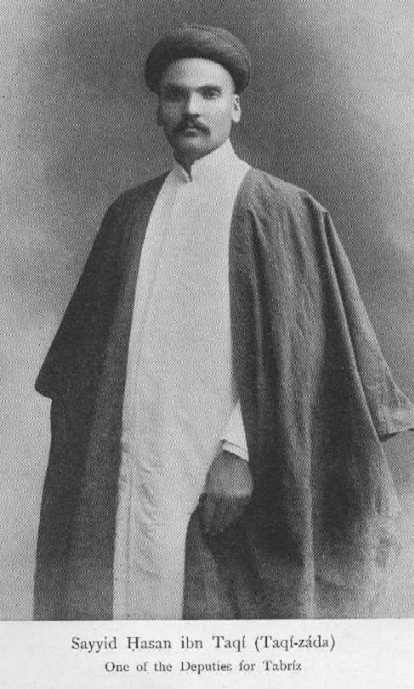
Hassan Taghizadeh vers 1906

Il participe activement à la révolution constitutionnelle qui débouche sur la création du parlement iranien, auquel il sera élu sous le règne de Mozaffaredin Chah.
Hassan Taghizadeh s’oppose ouvertement aux tendances dictatoriales du monarque suivant, Mohammad Ali Chah, qui finit par faire bombarder le parlement. Il part alors en exil et enseigne à l’université de Cambridge. Après la chute de Mohammad Ali Chah, il retourne à Téhéran et il est élu au parlement. Il crée le parti Démocrate. Il devient chef de la délégation iranienne lors des pourparlers avec la Russie et ensuite avec la Grande-Bretagne.

### Activités politiques et culturelles
À partir de 1916, il publie le journal Kaveh (titre inspiré par le personnage mythique Kaveh le forgeron), auquel collaborent des écrivains importants, tels Mohammad Ali Jamalzadeh.
Le 27 juin 1932, Hassan Taghizadeh, alors ministre des finances, notifie officiellement au président de l’Anglo-Persian Oil Company que son gouvernement refusera désormais d’encaisser les royalties versées par la société, lesquelles sont jugées « insuffisantes » et « non proportionnées » aux besoins de l’Iran.
En 1942, il devient ambassadeur à Londres et soutient fermement les activités de l’attaché culturel Abdol-Hossein Hamzavi qui considère l’Iran comme le « pont de la victoire » des alliés (en persan : پل پیروزی, Pol-e pirouzi). Au cours de sa carrière, Taghizadeh aura été représentant de l’Iran à l’ONU, ministre des finances, sénateur et président du sénat. Ses détracteurs le présentent comme un anglophile notoire. Ils prétendent qu’il a joué un rôle important dans l’assassinat de l’ayatollah Behbahani. Il meurt à Téhéran le 28 janvier 1970, à l’âge de 92 ans.

## Œuvres
- S. H. Taqizadeh, Old Iranian Calendars, Royal Asiatic Society, London, 1938,  (ISBN 0-718-90933-X)
- Payam Nabarz and S. H. Taqizadeh, The Persian 'Mar Nameh': The Zoroasterian 'Book of the Snake', Omens and Calendar and The Old Iranian Calendar, Twin Serpents, Oxford, 2006,  (ISBN 1-905-52425-0)